# Kotlina Górnomorawska
Kotlina Górnomorawska (511.3; cz. Hornomoravský úval) – mezoregion w pasie Podkarpacia Zachodniego. Leży w środkowych Morawach na terenie Czech. Oś regionu stanowi rzeka Morawa (w północnej części Oskava), a największymi jej dopływami na terenie obniżenia są Beczwa i Haná. Najwyższym wzniesieniem jest Jelení vrch (345 m n.p.m.).
Kotlina Górnomorawska rozciąga się od Libiny na północy do Otrokovic na południu. Największe miasta w środkowej części mezoregionu to Ołomuniec, Przerów, Prościejów. Region był od wieków intensywnie wykorzystywany przez rolnictwo, na jego obszarze wykształcił się etnograficzny region Haná.
W 1990 roku na obszarze Kotliny Górnomorawskiej utworzono Obszar Chronionego Krajobrazu Litovelské Pomoraví.